# 楽水園
楽水園（らくすいえん）は、福岡市博多区の住吉神社の北側にある、茶室と日本庭園から構成される公園である。

## 概要
この場所は、明治39年(1906年)に博多商人、下澤善右衛門親正（しもざわ ぜんえもん ちかまさ）が住吉別荘を建てた跡地。
親正は、父尚正（なおまさ）と親子二代にわたり、家業と並んで福博の発展に貢献した人物で、「楽水」とは、親正の雅号である。
戦後は、旅館「楽水荘」として使用され、平成7年(1995年)に福岡市が池泉回遊式（ちせんかいゆうしき）の日本庭園として整備、開園。その際に、本園の名称もその由来を受け継ぎ「楽水園」と名付けられた。

## 入場料
- 大人/ 100円
- 子ども（中学生以下）/ 50円
- 小学校入学前、心身障害者とその介護者および市内住居の65歳以上/無料
- 茶室利用料/午前：3,000円、午後：3,600円

## 営業時間
- 9：00〜17：00
- 休業日火曜（休日の時は翌日）※1月2・3日及び5月4・5日は開園、年末年始（12月29日～1月1日）

## 交通アクセス
西鉄バス
博多駅前Aのりばより6、6-1、キャナルシティライン乗車「テレQ前」下車徒歩2分
博多駅前Aのりば・Bのりばより各系統に乗車し、「駅前4丁目」又は「住吉」バス停下車徒歩7分　※6、6-1、急行・特快・BRTは通過
天神ソラリアステージ前7Cのりば、天神大丸前4Aのりばよりキャナルシティライン乗車「テレQ前」下車徒歩2分
天神ソラリアステージ前7Bのりばより各系統に乗車し、「住吉」又は「駅前4丁目」バス停下車徒歩7分　※急行は通過
薬院駅バス停より博多駅行きのバスに乗車し、「住吉」又は「駅前4丁目」バス停下車徒歩7分　※特快は通過
鉄道
博多駅より徒歩12分（950m）
自家用車
福岡高速環状線博多駅東出入口より1.8㎞ 駐車場あり。

## ギャラリー

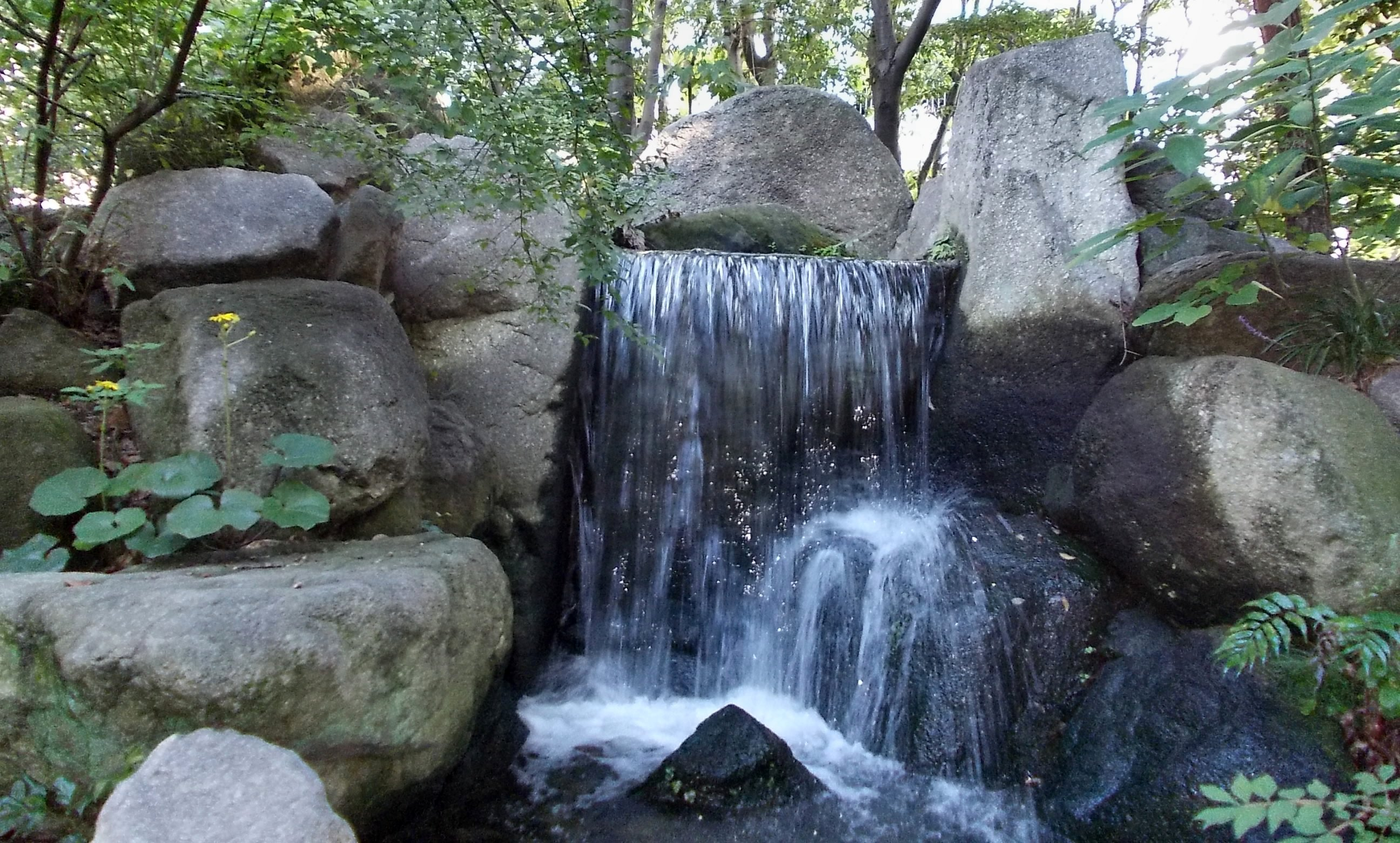
庭園
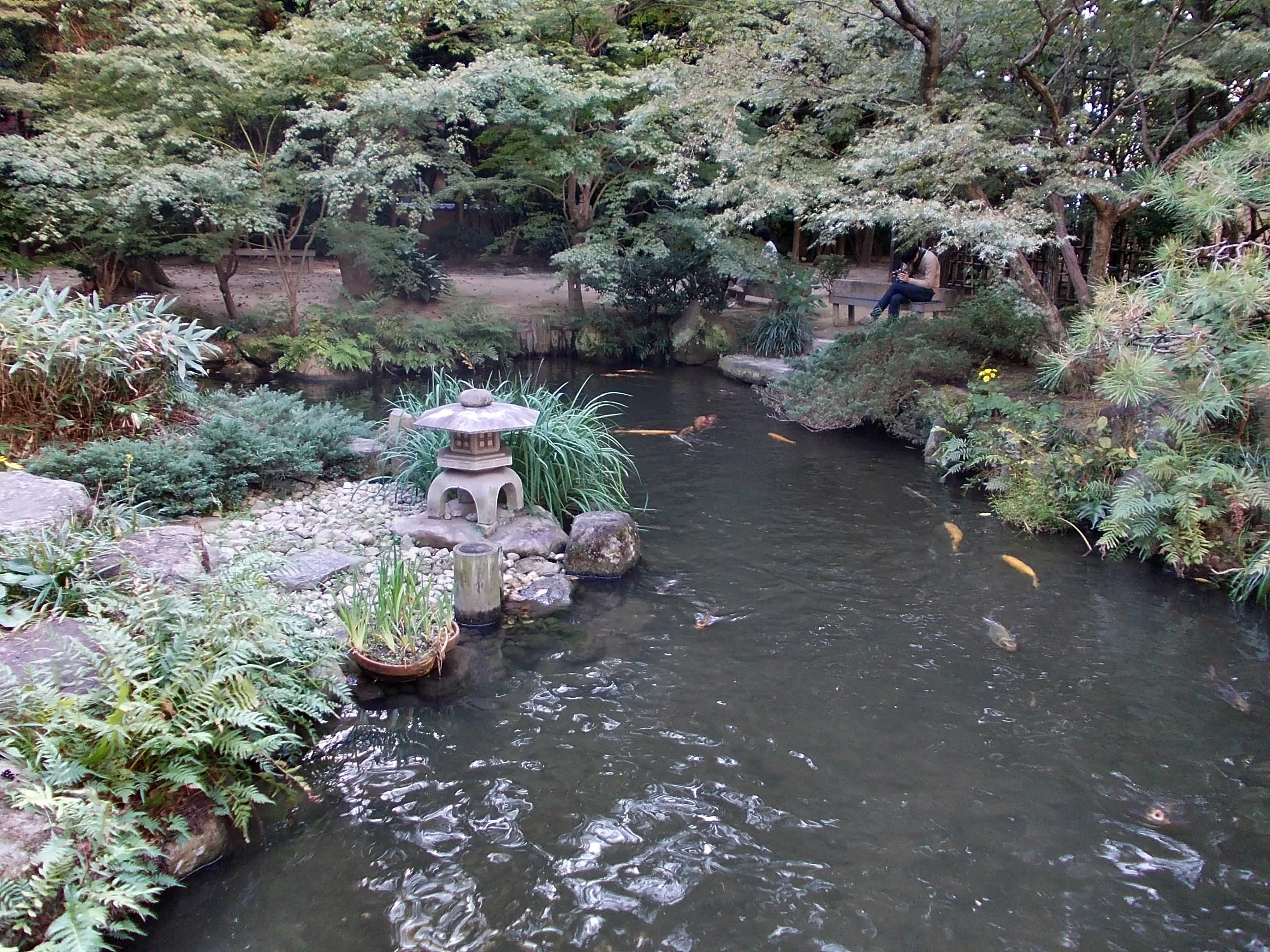
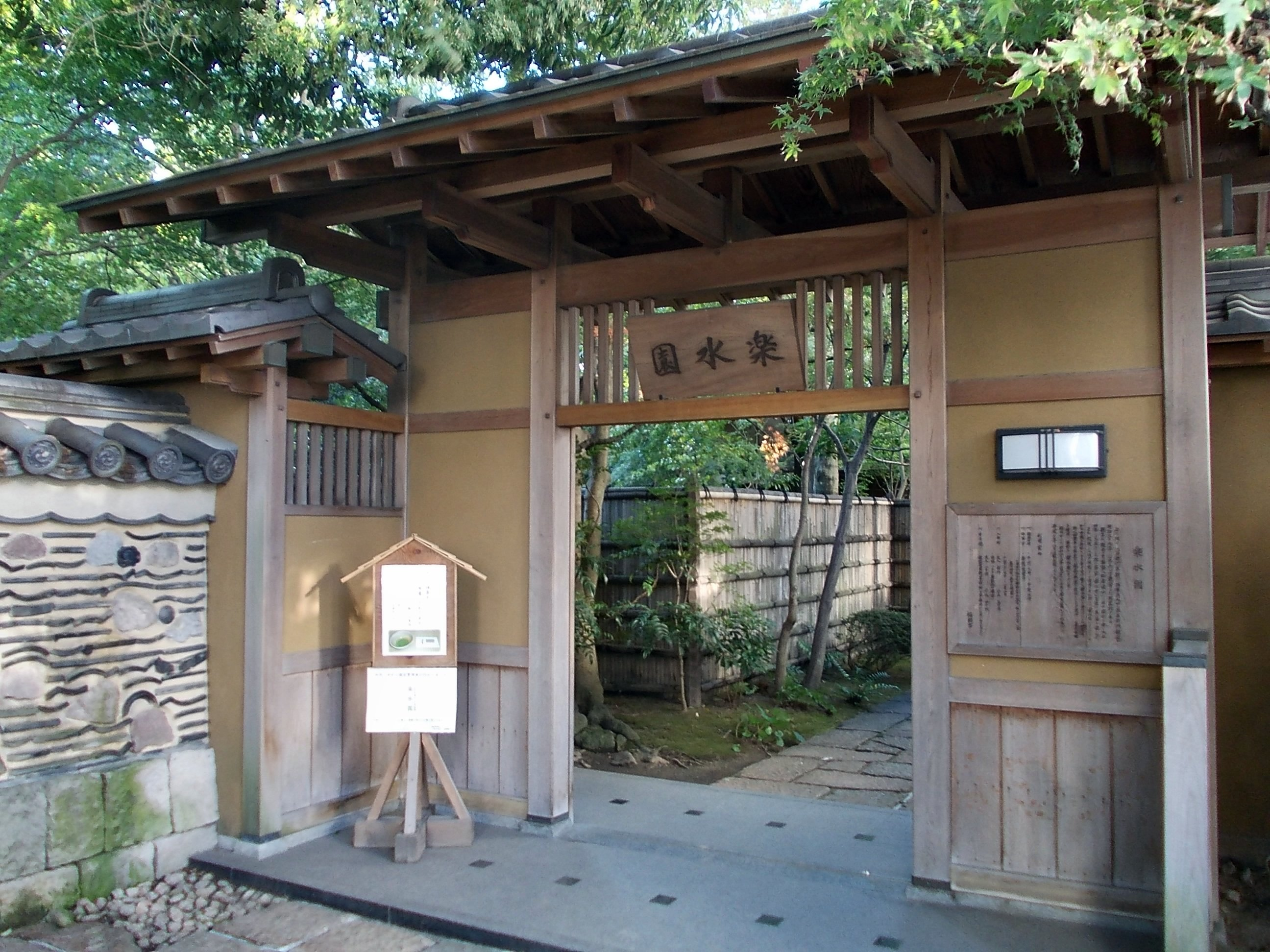
入口
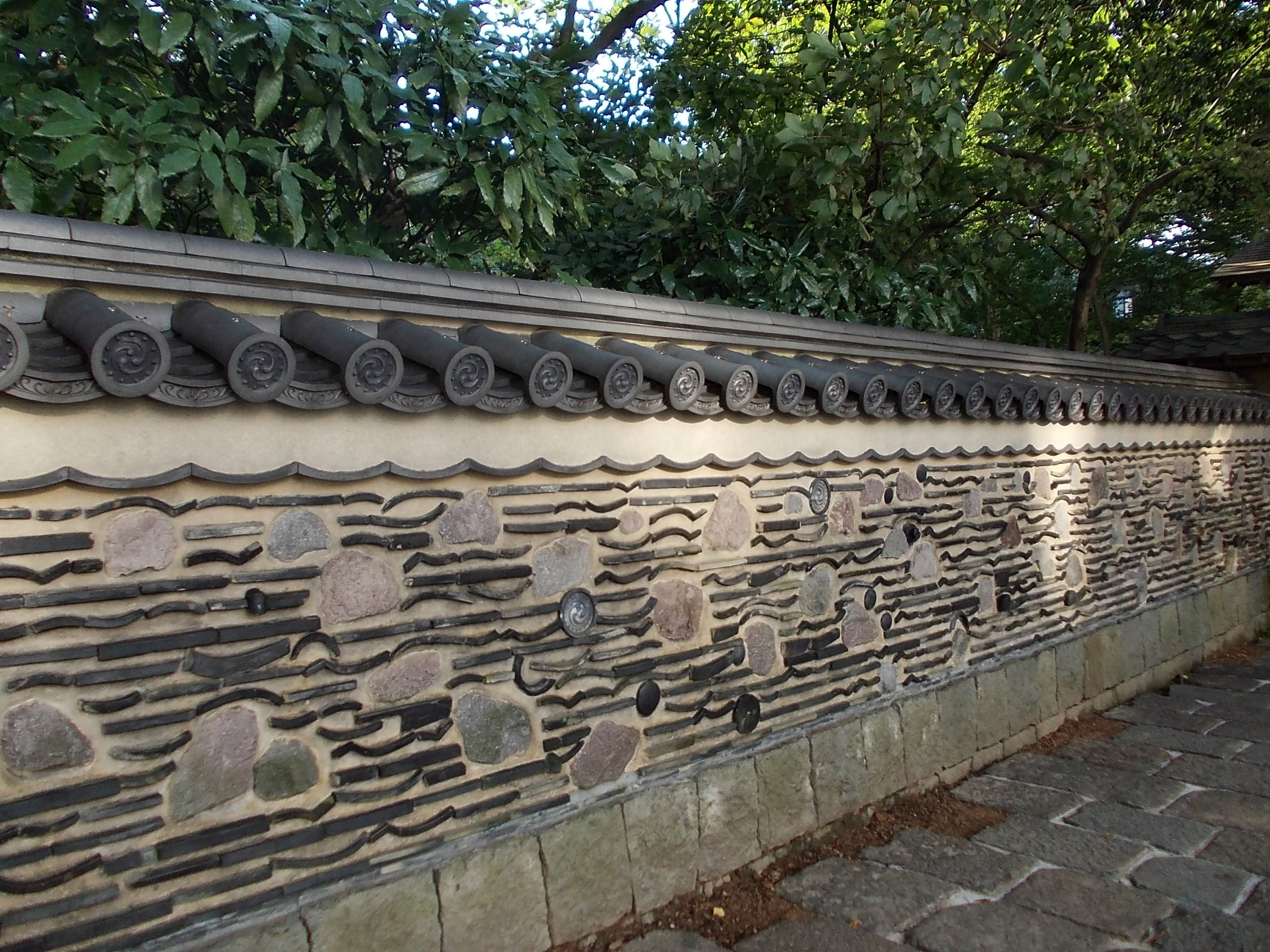
博多塀

## 関連施設
- 友泉亭公園
- 松風園
- 旧高宮貝島家住宅高宮南緑地